# كيفالوفريسون (إوانينا)
كيفالوفريسون (Κεφαλόβρυσον) هي مدينة في إوانينا في مقاطعة كينتريكي إلادا في اليونان.